# ドラマDモード
ドラマDモード（ドラマディーモード）は、2000年度から2001年度の2年間に亘ってNHK総合テレビで、毎週火曜日23:00 - 23:45（JST）に放送された連続ドラマシリーズの総称である。

## 歴史・特徴
NHKではこれまでもゴールデンタイムの連続ドラマ（「土曜ドラマ」、「ドラマ人間模様」、「水曜シリーズドラマ」→「水曜ドラマの花束」→「ドラマ家族模様」→「月曜ドラマシリーズ」、「水曜（金曜）時代劇」（一時期月曜日に移動して「時代劇ロマン」として放送されたこともある）など）を数多く放送していたが、2000年からこれまでニュース枠（「NHKニュース10」に移行）だった23時台を深夜のゴールデンタイム枠として位置づけようと大規模な番組改編を敢行した。（その後「23時のNHK」というテーマが掲げられる）
このNHK初となる23時台の連続ドラマとなった当枠は、それまでの連続ドラマとは一線を画して、若者にターゲットを絞ったいわゆる「トレンディもの」の作品枠として企画された。また、BS-2（第2テレビ）でも「BSドラマアヴェニュー」と題して先行放映（地上波での放送直前に日程を集中して編成した）が行われた。一部を除いてNHKエンタープライズ21（当時）や外部プロダクションと共同制作された。また歌手が主演する作品（大友康平、鈴木あみ（亜美））があるにもかかわらず、主題歌の歌手はいずれも主演者本人ではなかった。
2002年4月からの「夜の連続ドラマ」（月 - 木曜の15分帯番組「よるドラ」）の新設に伴い発展終了した。このような体裁のドラマシリーズは「よるドラ」の放送終了後、2008年開始の「ドラマ8」や、2009年から「金曜ドラマ」、さらにそれを統合し2010年誕生の「ドラマ10」に系譜され、さらに30分ドラマ枠として2011年から断続的に放送されていたよる★ドラ→よるドラ、そして2022年度からの若年層ターゲットゾーンで帯放送されている夜ドラにも派生されている。

## 作品リスト
| 年度 | 月    | 回 | タイトル                            | 原作・脚本等                                          | 出演者                                                                                                  | 共同制作                                 | 公式                |
| ---- | ----- | -- | ----------------------------------- | ----------------------------------------------------- | --- | ---------------------------------------- | ------------------- |
| 2000 | 03–05 | 06 | ゲームの達人                        | 原作：シドニー・シェルダン 脚本：西岡琢也、小田切正明 | 中谷美紀、松坂慶子、根津甚八、村田雄浩 ほか                                                             | 東北新社クリエイツ NHKエンタープライズ21 |                     |
| 2000 | 05–07 | 10 | FLY 航空学園グラフィティ            | 脚本：尾西兼一、奥寺佐渡子                            | 大友康平、片瀬那奈、鳥羽潤、石川伸一郎、清水千賀、鮫島巧、山口あゆみ、忍成修吾、城山未帆、高岡蒼佑 ほか | AVEC NHKエンタープライズ21               | [ 1 ] [ 2 ]         |
| 2000 | 08–09 | 05 | 喪服のランデヴー                    | 原作：コーネル・ウールリッチ 脚本：野沢尚             | 藤木直人、麻生久美子、塩見三省、岸部一徳、吉岡秀隆 ほか                                                 | ケイファクトリー NHKエンタープライズ21   | [ 3 ]               |
| 2000 | 10–12 | 10 | 深く潜れ〜八犬伝2001〜              | 作：神山由美子、藤本匡介                              | 鈴木あみ、小西真奈美、テリー伊藤、千原兄弟、高橋惠子 ほか                                               |                                          | [ 4 ] [ 5 ]         |
| 2001 | 01–03 | 10 | もう一度キス                        | 作：梅田みか                                          | 窪塚洋介、ユン・ソンハ（現 ユンソナ）、加藤雅也、近藤芳正 ほか                                          | 共同テレビジョン NHKエンタープライズ21   | [ 6 ] [ 7 ]         |
| 2001 | 03    | 02 | はっぴぃ・ウェディング              | 作：江頭美智留                                        | 田畑智子、北村有起哉、渡辺いっけい、細川俊之 ほか                                                       |                                          | [ 8 ] [ 9 ]         |
| 2001 | 04–06 | 10 | 陰陽師                              | 原作：夢枕獏 脚本：小松江里子 ほか                    | 稲垣吾郎（SMAP）、杉本哲太、本上まなみ、船木誠勝、山口紗弥加、後藤理沙 ほか                             | 東北新社クリエイツ NHKエンタープライズ21 | [ 10 ] [ 11 ]       |
| 2001 | 06–07 | 05 | グッド★コンビネーション             | 脚本：森下直、元生茂樹                                | 鳥羽潤、川岡大次郎、安達祐実、中川家、間寛平、木内晶子 ほか                                             | 制作：NHK大阪放送局                      | [ 12 ] [ 13 ]       |
| 2001 | 08–10 | 06 | ルージュ                            | 原作：柳美里 脚本：田渕久美子                         | 今井絵理子（SPEED）、高島礼子、保坂尚輝、東儀秀樹、原田健二 ほか                                        | トスカドメイン NHKエンタープライズ21     | [ 14 ]              |
| 2001 | 10–11 | 05 | トトの世界〜最後の野生児〜          | 原作：さそうあきら 脚本：大森寿美男                   | 市川実和子、喜瀬健、小林聡美、大杉漣、大谷直子 ほか                                                     | NHKエンタープライズ21                    | [ 15 ] [ 16 ]       |
| 2001 | 11    | 01 | 夏の王様                            | 作：宮村優子                                          | 内山理名、村田雄浩、オダギリジョー ほか                                                                 | 制作：NHK広島放送局                      | [ 17 ]              |
| 2001 | 12    | 04 | 光の帝国                            | 原作：恩田陸 脚本：飯野陽子                           | 前田愛、檀ふみ、小日向文世、鈴木砂羽、村上雄太 ほか                                                     |                                          | [ 18 ] [ 19 ]       |
| 2002 | 01–02 | 05 | 喪服のランデヴー（再）              | 2000年8月 - 9月参照                                   | 2000年8月 - 9月参照                                                                                     | 2000年8月 - 9月参照                      | 2000年8月 - 9月参照 |
| 2002 | 02    | 01 | 彼女たちの獣医学入門 北海道・江別市 | 作：今井雅子                                          | 酒井美紀、遠藤久美子、蟹江敬三、伊武雅刀 ほか                                                           | 制作：NHK札幌放送局                      | [ 20 ]              |
| 2002 | 02–03 | 04 | 君を見上げて                        | 原作：山田太一 脚本：大森寿美男                       | 森田剛（V6）、未希、石井正則（アリtoキリギリス）、加藤雅也、福岡サヤカ、北村一輝、六平直政 ほか         | NHKエンタープライズ21                    | [ 21 ]              |